# Ningxiang
Ningxiang (chinois simplifié : 宁乡 ; pinyin : Níngxiāng) est une ville de la province du Hunan en Chine. C'est une ville-district (chinois simplifié : 县级市), ou ville de sous-préfecture, qui est placée sous la juridiction de la ville-préfecture de Changsha.
La ville de Ningxiang est bordée au nord par le district de Heshan de la ville-préfecture de Yiyang et par le comté de Taojiang, à l'ouest par le comté d'Anhua et la ville de Lianyuan, au sud par le district de Louxing de la ville-préfecture de Loudi, par la ville de Xiangxiang, la ville de Shaoshan et le district de Yuhu de la ville-préfecture de Xiangtan, à l'est par les districts de Yuelu et Wangcheng.
Située dans le centre-est de la province du Hunan, Ningxiang couvre 2 906 km 2. La ville a 4 sous-districts, 21 villes et 4 cantons sous sa juridiction, son centre administratif se trouve dans le sous-district de Yutan (玉潭街道).
Le résident historique le plus célèbre est Liu Shaoqi, né à Ningxiang en 1898 et Président de la république populaire de Chine de 1959 à 1968.
La ville est célèbre pour son tourisme et abrite des attractions dont les anciennes résidences des personnalités du Parti communiste He Shuheng (en), Xie Juezai (en), et Liu Shaoqi, ainsi que les temples Baiyun, Miyin et Puji.

## Démographie

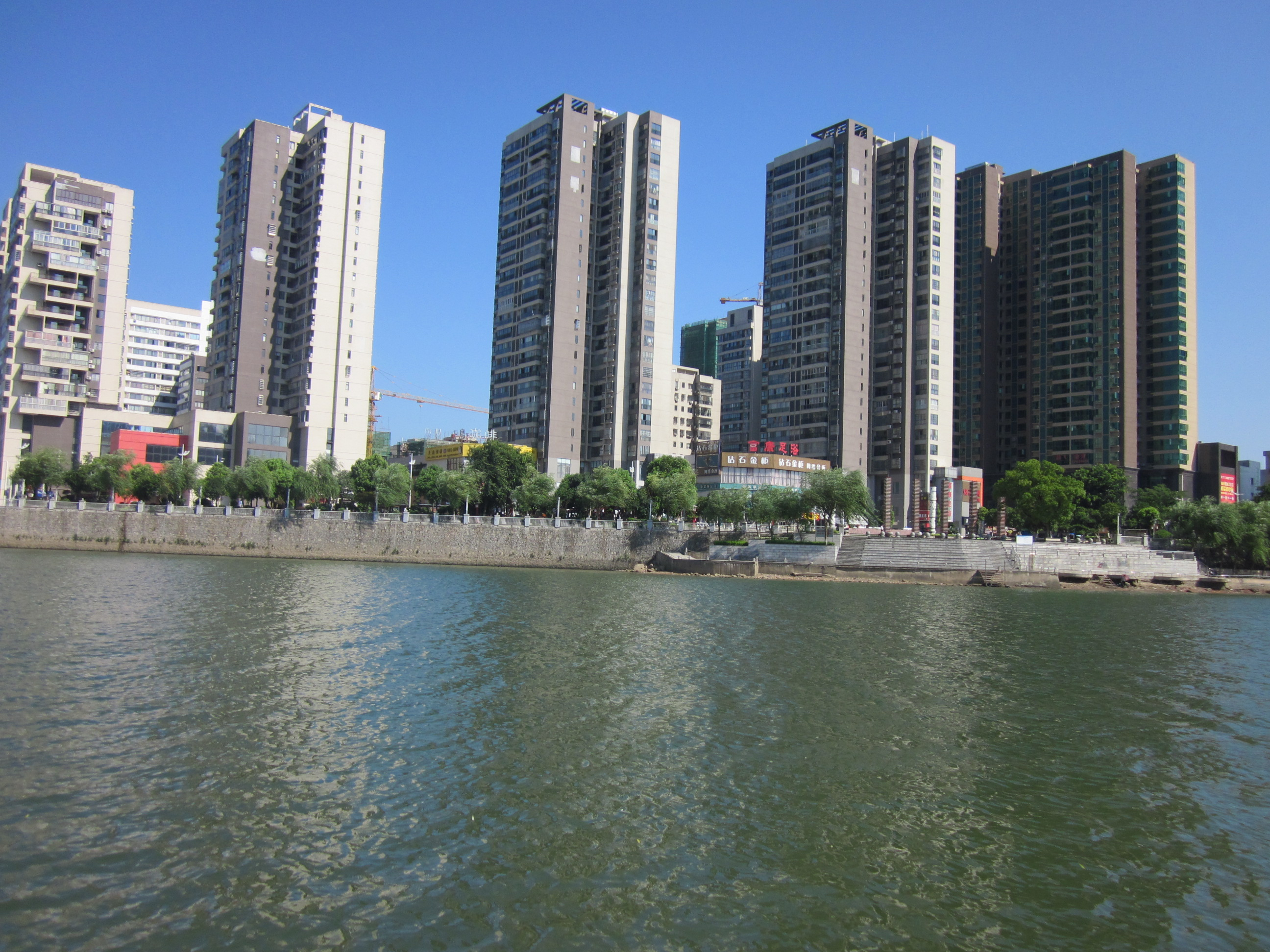
La ville vue des berges de la rivière Wei (affluent de la Xiang)
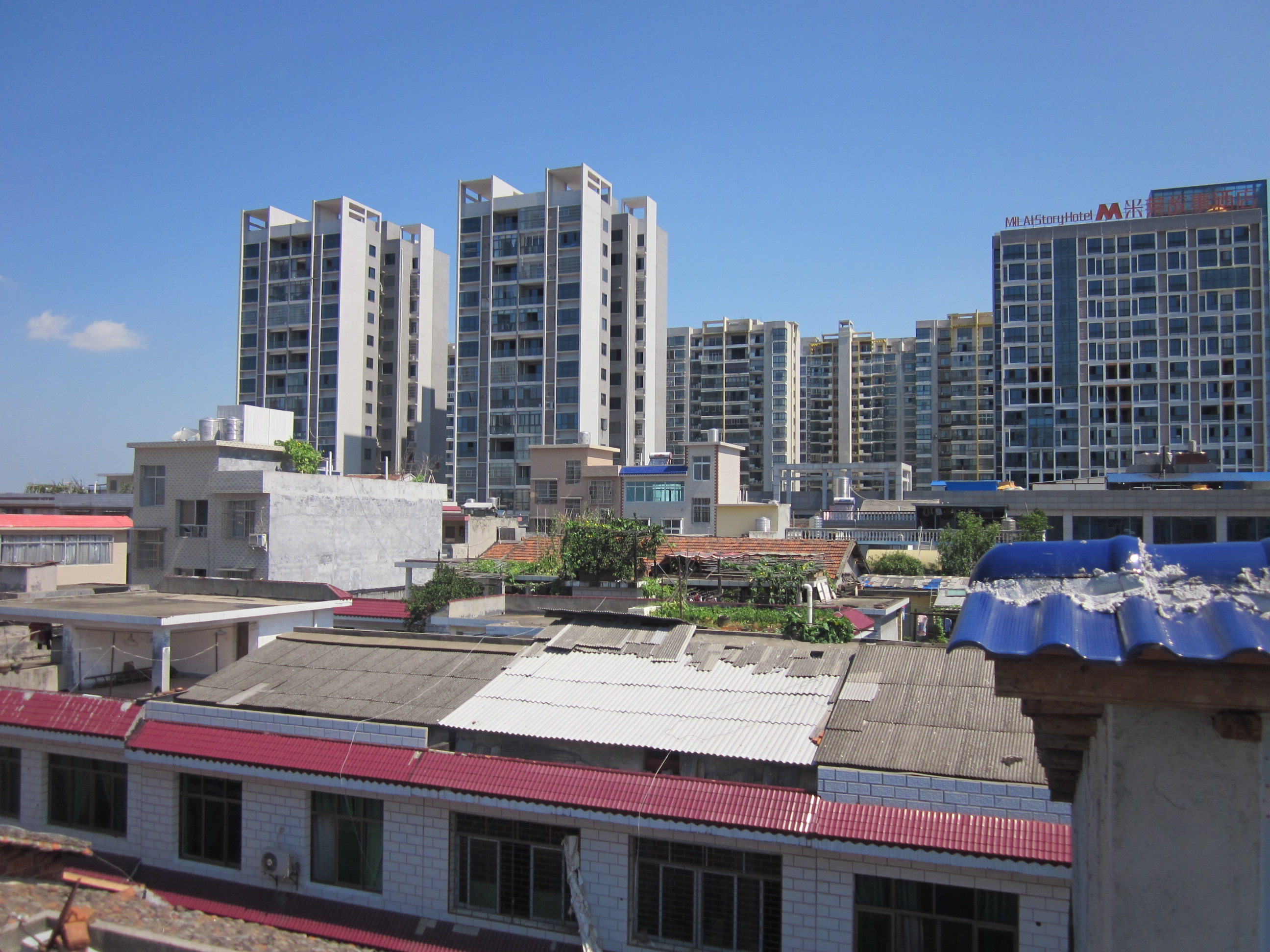
Contrastes dans la ville

La population enregistrée en 2004 s'élevait à 1 361 000 habitants. Elle atteignit 137 200 habitants en 2009, puis chuta à 1 166 100 habitants en 2010.

En 2019 la population s'était de nouveau élevée à 1 338 400 habitants.

## Archéologie
Ningxiang était un site de découvertes archéologiques spectaculaires datant de la dynastie Shang. Plusieurs bronzes chinois exceptionnels avaient éveillé l'attention des spécialistes dès les années 1930.
En 2004, une équipe chinoise a fouillé des ruines datant de la dynastie Zhou de l'Ouest ( XIe siècle-771 AEC) sur le Tanheli (en).
Les découvertes concernaient un site urbain qui comprenait deux grands sites de construction artificiels en terre jaune et deux sites encore plus grands qui pourraient avoir été des habitations d'un palais. Des vestiges de douves ont été retrouvés à l'intérieur et à l'extérieur de la ville. Dans les hautes terres à l'extérieur de la ville ont été fouillés sept petites tombes pour les nobles et les seigneurs qui contenaient de nombreux outils de l'âge du bronze ainsi que des objets en jade.
Le site a été répertorié à Pékin comme l'une des dix principales découvertes archéologiques de 2004.

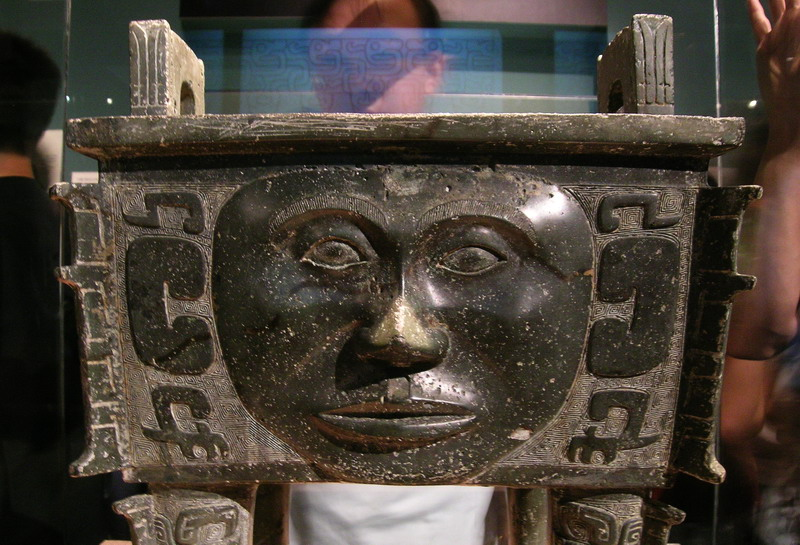
Ding (chaudron) à visage humain. Bronze chinois. Dynastie Shang découvert à Zhaizishan, Huangcai (en), comté de Ningxiang, en 1959. Musée provincial du Hunan (en).
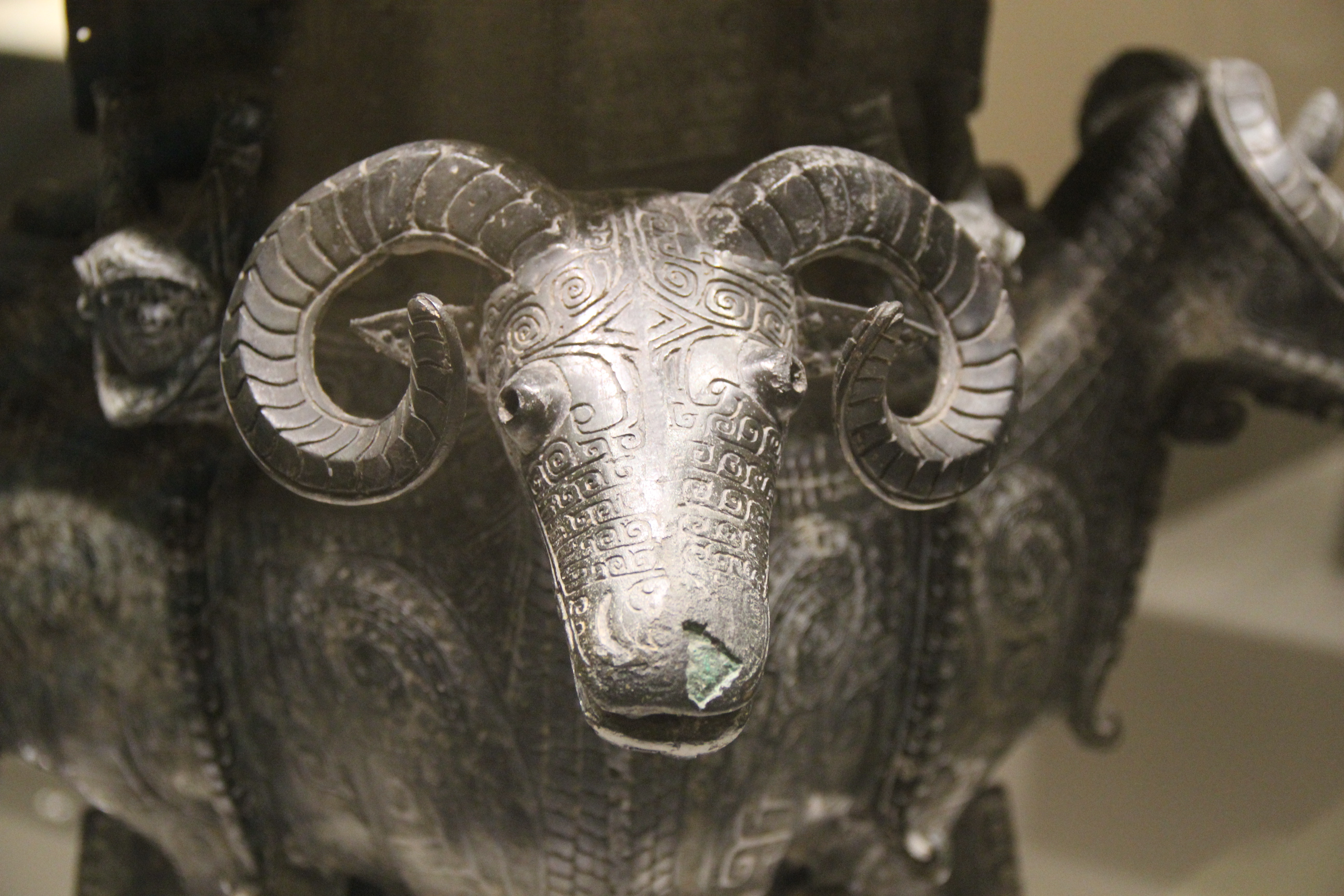
Détail du zun aux quatre boucs. National Museum of China
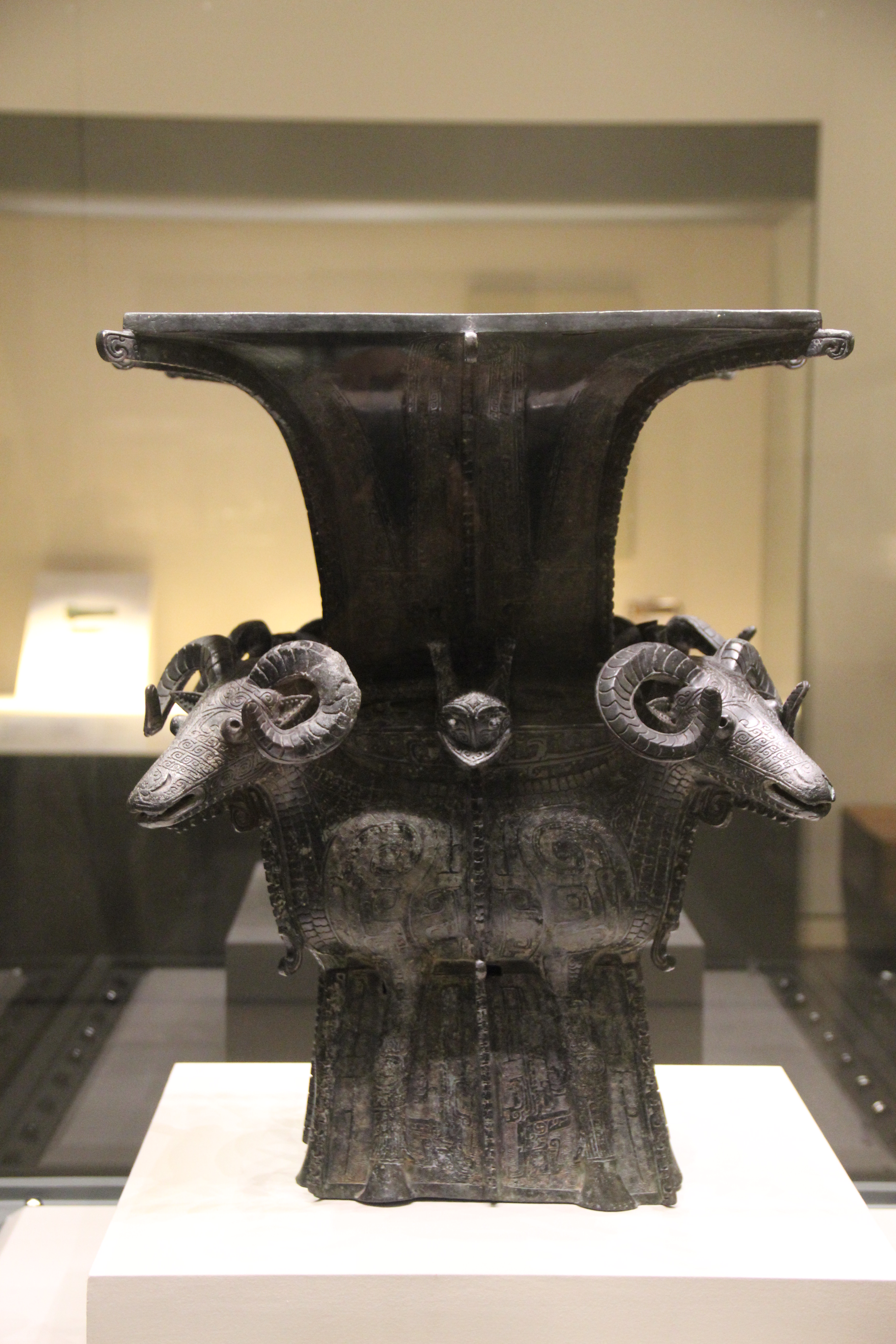
Zun carré aux quatre boucs. Dernière dynastie Shang. Découvert au flanc de colline de Zhuanerlun (chinois simplifié : 转 耳仑山腰), Huangcai, comté de Ningxiang, en 1938.

## Divisions administratives
Selon le résultat sur l'ajustement des divisions administratives au niveau du canton du comté de Ningxiang, le 19 novembre 2015,, le canton de Fengmuqiao (en) et la ville de Xieleqiao (en) est issu de la ville de Huitang (en), le canton de Nantianping (en) est issu de la ville de Batang (en), le canton de Zhuliangqiao (en) est issu de la ville de Shuangjiangkou. Enfin, le comté de Ningxiang a 4 cantons, 21 villes et 4 sous-districts sous sa juridiction.
| Nom                                    | Chinois                        | Population (2005) | Surface (Km2) | Note |
| -------------------------------------- | ------------------------------ | ----------------- | ------------- | ---- |
| Qingshanqiao                           | chinois simplifié : 青山桥镇   | 49,000            | 71.8          |      |
| Liushahe                               | chinois simplifié : 流沙河镇   | 69,000            | 140.57        |      |
| Yutan (sous-district de Ningxiang)     | chinois simplifié : 玉潭街道   | 200,000           | 20            |      |
| Daolin                                 | chinois simplifié : 道林镇     | 56,000            | 135           |      |
| Huaminglou                             | chinois simplifié : 花明楼镇   | 51,000            | 112.4         |      |
| Donghutang                             | chinois simplifié : 东湖塘镇   | 47,000            | 138           |      |
| Xiaduopu                               | chinois simplifié : 夏铎铺镇   | 37,000            | 103.4         |      |
| Xieleqiao                              | chinois simplifié : 偕乐桥镇   | 21,000            | 72.5          |      |
| Shuangfupu                             | chinois simplifié : 双凫铺镇   | 47,000            | 62.9          |      |
| Meitanba                               | chinois simplifié : 煤炭坝镇   | 53,000            | 73.4          |      |
| Batang (en)                            | chinois simplifié : 坝塘镇     | 41,000            | 107           |      |
| Huitang                                | chinois simplifié : 灰汤镇     | 23,000            | 43            |      |
| Shuangjiangkou                         | chinois simplifié : 双江口镇   | 38,000            | 89.5          |      |
| Laoliangcang                           | chinois simplifié : 老粮仓镇   | 63,000            | 121.8         |      |
| Xiangzikou                             | chinois simplifié : 巷子口镇   | 42,000            | 105.8         |      |
| Longtian                               | chinois simplifié : 龙田镇     | 21,000            | 72.5          |      |
| Hengshi (en)                           | chinois simplifié : 横市镇     | 50,000            | 123           |      |
| Huilongpu                              | chinois simplifié : 回龙铺镇   | 37,000            | 71.8          |      |
| Huangcai                               | chinois simplifié : 黄材镇     | 62,000            | 220           |      |
| Jinzhou                                | chinois simplifié : 金洲镇     | 31,000            | 62.1          |      |
| Dachengqiao                            | chinois simplifié : 大成桥乡   | 43,000            | 106.2         |      |
| Zhuliangqiao (canton de Ningxiang)     | chinois simplifié : 朱良桥乡   | 33,000            | 82.72         |      |
| Jinghuapu (canton de Ningxiang)        | chinois simplifié : 菁华铺乡   | 32,000            | 65.8          |      |
| Nantianping (canton de Ningxiang)      | chinois simplifié : 南田坪乡   | 27,000            | 64            |      |
| Zifu                                   | chinois simplifié : 资福镇     | 38,000            | 87.4          |      |
| Fengmuqiao (canton de Ningxiang)       | chinois simplifié : 枫木桥乡   | 38,000            | 72.6          |      |
| Yujia'ao (canton de Ningxiang)         | chinois simplifié : 喻家坳乡   | 39,000            | 96.85         |      |
| Shatian (canton de Ningxiang)          | chinois simplifié : 沙田乡     | 34,000            | 74.22         |      |
| Baimaqiao (sous-district de Ningxiang) | chinois simplifié : 白马桥街道 | 50,000            | 22.8          |      |
| Lijingpu (sous-district de Ningxiang)  | chinois simplifié : 历经铺街道 | 34,000            | 35            |      |
| Chengjiao (sous-district de Ningxiang) | chinois simplifié : 城郊街道   | 50,000            | 22.8          |      |
| Weishan                                | chinois simplifié : 沩山乡     | 14,000            | 42.8          |      |

## Données physiques et géoclimatiques

### Situation
Le comté de Ningxiang est situé au centre de la province du Hunan. Il couvre 2 903,52 kilomètres carrés. Il est mitoyen du district de Wangcheng, à l'est, du comté de Xiangtan au sud-est, de Shaoshan, Xiangxiang, Lianyuan et Loudi au sud, le comté d'Anhua à l'ouest, et des comtés de Taojiang et Yiyang au nord.

### Rivières
La rivière Wei, affluent en rive gauche de la Xiang, traverse le comté de Ningxiang d'ouest en est et compte sept principaux affluents : la rivière Huangjuan, la rivière Duan, la rivière Mei, la rivière Tiechong, la rivière Yutang, la rivière Chu et la rivière Wu.
La rivière Jin (en), autre affluent de la Xiang, traverse le sud du comté.

### Lacs et réservoirs
Le réservoir Huangcai, également connu sous le nom de « lac Qingyang », est un grand réservoir situé dans la partie nord-ouest du comté de Ningxiang. C'est le plus grand plan d'eau du comté de Ningxiang et le plus grand réservoir du comté.

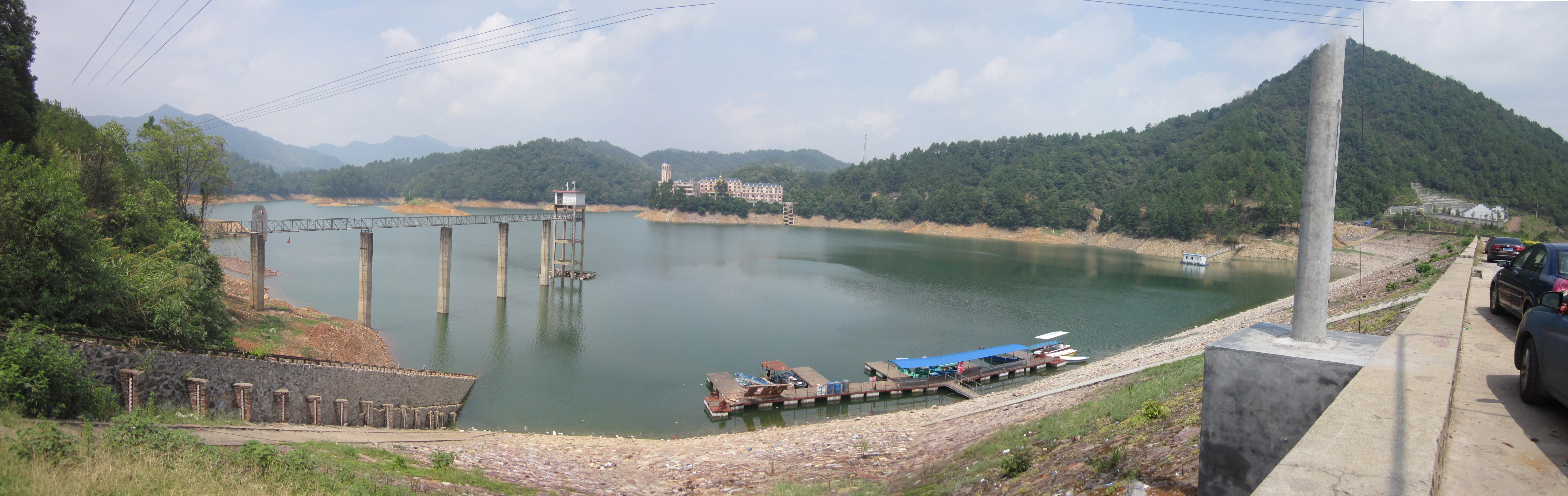
Le réservoir Huangcai.

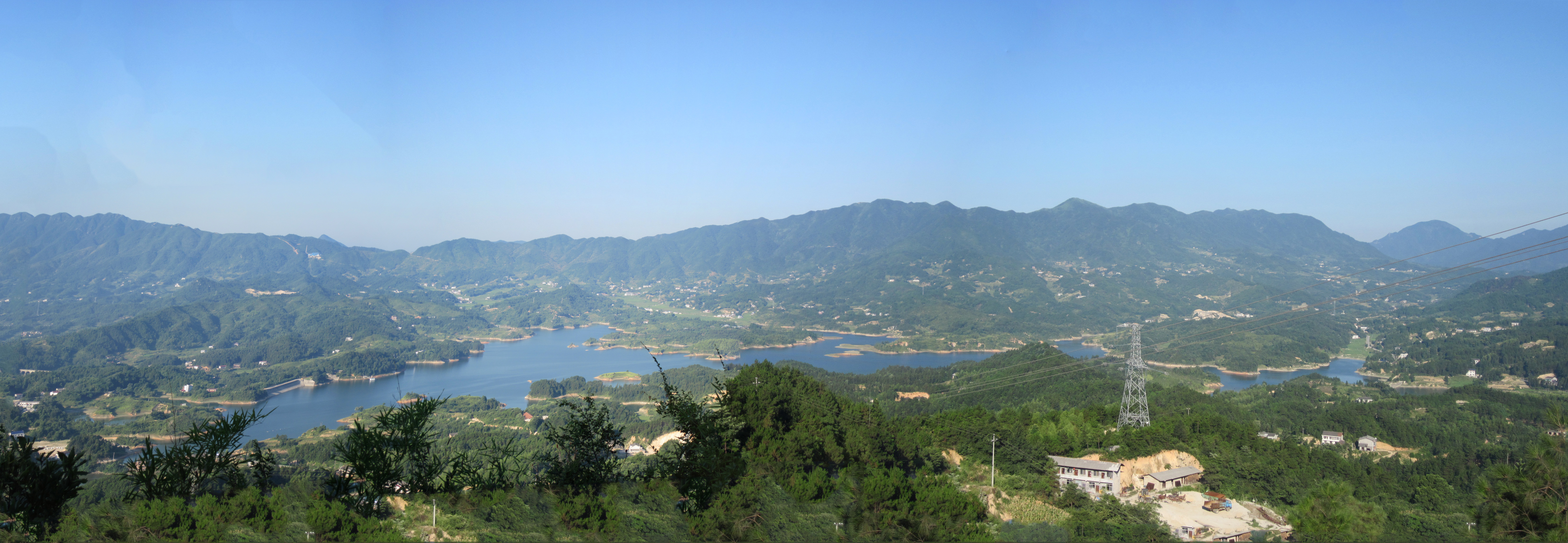
Le réservoir Tianping.

Le réservoir de Tianping, également connu sous le nom de « lac Qingshan », est un grand réservoir situé dans la partie ouest du comté de Ningxiang. C'est le deuxième plus grand plan d'eau du comté de Ningxiang et le deuxième plus grand réservoir du comté.

### Montagnes
Le point le plus élevé du comté de Ningxiang est 1071 m. à Wazizhai (瓦子寨). Les collines constituent une grande partie du territoire du comté. Le mont Gushi, le sommet le plus haut, s'élève à 987 m.

### Climat
Le comté de Ningxiang se trouve dans la zone climatique subtropicale humide influencée par la mousson et présente quatre saisons distinctes. Le printemps et l'automne sont chauds, tandis que l'hiver est froid avec des vents froids. Les températures hivernales se situent en moyenne autour de 5 °C. Les étés sont très chauds et secs avec une moyenne quotidienne de 29 °C en juillet.

## Économie

### Généralités
Ningxiang est l'un des comtés les plus développés du Hunan, il s'est classé au 18e rang du Top 100 des comtés et des villes au niveau des comtés de Chine en termes de « comprehensive strength » en 2020. C'est l'un des comtés manufacturiers et des villes de comté les mieux développés de la province, l'industrie manufacturière est son pilier économique. Les moteurs économiques de Ningxiang sont l'alimentation et les boissons, la fabrication d'équipements de pointe, les nouveaux matériaux, l'industrie des services modernes, la fabrication de machines et l'habillement. Par exemple, en 2015, le produit intérieur brut du comté de Ningxiang était de 100,22 milliards de yuans (16,09 milliards de dollars américains). et représente 61,18 % de son PIB.
Le comté de Ningxiang compte une grande variété d'industries, telles que les vêtements Wangbuliao, les vêtements Sundance, la brasserie Tsingtao, Jiajia Food et Sany. Les produits manufacturés du xian comprennent le papier, l'équipement technologique, les automobiles, les aliments, les vêtements et d'autres biens. Le secteur des services de l'économie du comté comprend des choses comme la banque, les soins de santé, la construction, les communications, l'éducation, le tourisme et le gouvernement. Le tourisme représentait une grande partie de l'économie du xian de Ningxiang, avec 20 millions de visiteurs dépensant 2 milliards de yuans en 2014.
Selon la comptabilité préliminaire de l'autorité statistique, le produit intérieur brut de la ville de Ningxiang en 2017 était de 122 445 millions de yuans (18 135 millions de dollars), en hausse de 10,3% par rapport à l'année précédente. Sur ce total, la valeur ajoutée de l'industrie primaire était de 12 382 millions de yuans (1 834 millions de dollars US), en hausse de 3,9%, celle de l'industrie secondaire était de 80 666 millions de yuans (11 947 millions de dollars US), en hausse de 10,6% et celle du secteur tertiaire s'élevait à 29 397 millions de yuans (4 354 millions de dollars américains), en hausse de 12,5%. La valeur ajoutée de l'industrie primaire a représenté 10,11 % du PIB ; celui de l'industrie secondaire représentait 65,88 % ; et celui de l'industrie tertiaire représentait 24,01 pour cent. Le PIB par habitant en 2017 était de 96 118 yuans (14 236 dollars américains).

### Zone de développement économique et technologique
La Zone de développement économique et technologique de Ningxiang (en) (NETZ) comprend des parties du Chengjiao, Shuangjiangkou et Jinghuapu (en) du comté de Ningxiang. Elle a été créée le 10 janvier 1998 et transformée en ETZ au niveau de l'État le 11 novembre 2010.
Les principales industries de la zone sont l'alimentation et les boissons, les nouveaux matériaux, la fabrication d'équipements de pointe, les produits de santé et cosmétiques.
En 2016, sa zone bâtie couvre 25 km2, et la production brute totale de ses industries de grande taille atteint 97,07 milliards de yuans (14,61 milliards de dollars).